# 空間コンピューティング
空間コンピューティング（くうかんコンピューティング、Spatial computing）とは、2003年にサイモン・グリーンウォルドによって「機械が実際のオブジェクトや空間への参照を保持し、操作する機械との人間の相互作用」と定義されている。
一般向けバーチャルリアリティ、拡張現実、複合現実の出現により、MicrosoftやMagic Leapなどの企業は、物理的な行動(頭と体の動き、ジェスチャー、スピーチ)をインタラクティブなデジタルメディアシステムの入力として使用し、ビデオ、オーディオ、および触覚出力のキャンバスとして知覚された3D物理空間を使用する実践を参照して「空間コンピューティング」を使用している。これらによって「デジタルツイン」の概念と結びつく。
Appleは2023年6月5日に空間コンピューティングOS・visionOSを搭載したMRヘッドセットのApple Vision Proを発表した。空間オーディオ、2つのマイクロOLEDディスプレイ、Apple R1チップ、アイトラッキング、ハンドトラッキングなど、多数の機能を備えている。2024年に米国でリリースされる予定である。
空間コンピューティングには現実のさまざまな情報をスキャンしてデジタルに組み込む必要がある。それには映像や写真だけでは不十分でLIDARやToFセンサーなどによってスキャンされたより深いデータが必要になる。
空間コンピューティングを使用すれば、特定の現実空間にデジタルのメモを作成してそれを他人と共有できる。そのデジタルのメモはデバイスを介して自由に見たり書いたりできるが、それはデジタルに存在するため現実世界の物体に影響を与えることはない。